# Rachaya
La ville de Rachaya (arabe: راشيا), aussi appelée Rachaya Al-Wadi (à ne pas confondre avec Rachaya Al Foukhar du gouvernorat de Nabatieh) est un village libanais, avec près de 4 500 habitants druzes et chrétiens , chef-lieu du District de Rachaya, à près de 84 km au sud-est de Beyrouth et à moins de 10 km de la frontière avec la Syrie. Elle est nichée dans la vallée du Wadj et Tayn.
Construite entre 850 et 1 600 m d'altitude, Rachaya se trouve en zone montagneuse dans la partie méridionale de la chaîne de montagnes de l'Anti-Liban, environ 7 km au nord du Mont Hermon 2 814 m .

## Histoire
La ville est surplombée par une citadelle franque, construite par le capitaine Petrowsky.
Pendant la grande révolte syrienne, Rachaya est assiégée, mais les troupes françaises parviennent à se dégager au cours d'une bataille féroce.
Rachaya a su ainsi imprimer son empreinte dans la marche du pays vers son indépendance finalement proclamée le 22 novembre 1943 Précédemment Rachaya a connu le passage de différentes civilisations : hellénique, romaine, croisée, mamelouke, arabe, turque… 
L’indépendance du Liban est déclarée à travers la citadelle de Rachaya[pas clair].

## Tourisme
D'un point de vue touristique les points d'intérêt sont les suivants :
- la citadelle du XVIIIe siècle avec son château ;
- les vestiges d'un temple romain ;
- l'artisanat local spécialisé dans la production de bijouterie en or et argent ;
- La proximité de la plaine d'Aaiha[1].

La ville constitue une étape sur le parcours du sentier de grande randonnée Lebanon Mountain Trail (LMT). 

## Personnalités liées au village
- Assaad Hardan, homme politique libanais né à Rachaya en 1951.